# Oko Tower 1
Der OKO – Residential Tower (auch OKO – South Tower, OKO Tower 1 und 16 IBC Tower 1 genannt) ist ein Wolkenkratzer in der russischen Hauptstadt Moskau und Teil des neuen Geschäftsviertels Moskau City. Bis 2017 war er der höchste Wolkenkratzer Europas.
Das an der Presnenskaja Nabereschnaja 8 erbaute Gebäude ist mit 354 Metern und 85 Etagen der zweithöchste Wolkenkratzer in Moskau. Baubeginn war 2011, die Fertigstellung 2015. Der OKO – Residential Tower ist neben dem OKO – Office Tower (Oko Tower 2), Bestandteil des Gebäudekomplexes Oko Business Centre. Entworfen wurde der Komplex von den Architekten Skidmore Owings & Merrill. Nach Fertigstellung war der Oko Tower 1 der höchste Wolkenkratzer Europas bis 2017 der Federazija, auch in Moskau, eröffnet wurde.